# 土筆野站
土筆野站（日语：／ Tsukushino eki */?）是一個位於東京都町田市土筆野四丁目，屬於東急電鐵田園都市線的鐵路車站。車站編號是DT23。
此站至月見野的各站是由東急電鐵的子公司東急鐵路服務（東急レールウェイサービス）負責管理。

## 名稱由來
東急不動產開始銷售車站周邊住宅區時公開招募町名，1967年（昭和42年）3月決定命名為「土筆野」。原來的臨時站名為「小川站」。

## 歷史
- 1968年（昭和43年）4月1日 - 田園都市線由長津田延伸至此站，車站啟用[7][1]。當時只有一個月台及一條路軌[1]。
- 1972年（昭和47年）4月1日 - 田園都市線延伸至鈴懸台[7]，車站新建一個月台及一條路軌，成為2面2線側式月台車站。[1]
- 1976年（昭和51年）10月15日 - 鈴懸台 - 月見野通車[7]，長津田至月見野前複線化[1]。
- 2018年（平成30年）4月28日 - 東口新設電梯[8]。

## 
本站為側式月台2面2線地面車站。
| 月台 | 路線       | 方向 | 目的地                                                |
| ---- | ---------- | ---- | ----------------------------------------------------- |
| 1    | 田園都市線 | 下行 | 往中央林間方向                                        |
| 2    | 田園都市線 | 上行 | 往二子玉川、澀谷、半藏門線 押上、 伊勢崎線 春日部方向 |

（來源：東急電鐵:車站構內圖 （页面存档备份，存于））

## 使用人數
2016年度1日平均上下車人次為12,189人。
近年1日平均上下車人次與上車人次如下表。
| 年度               | 1日平均 上下車人次 | 1日平均 上車人次 | 來源     |
| ------------------ | ------------------ | ---------------- | -------- |
| 1976年（昭和51年） |                    | 3,493            | [ * 1 ]  |
| 1977年（昭和52年） |                    | 4,014            | [ * 2 ]  |
| 1978年（昭和53年） |                    | 5,447            | [ * 3 ]  |
| 1979年（昭和54年） |                    | 5,486            | [ * 4 ]  |
| 1980年（昭和55年） |                    | 5,850            | [ * 5 ]  |
| 1981年（昭和56年） |                    | 6,025            | [ * 6 ]  |
| 1982年（昭和57年） |                    | 6,111            | [ * 7 ]  |
| 1983年（昭和58年） |                    | 6,373            | [ * 8 ]  |
| 1984年（昭和59年） |                    | 6,734            | [ * 9 ]  |
| 1985年（昭和60年） |                    | 7,024            | [ * 10 ] |
| 1986年（昭和61年） |                    | 7,230            | [ * 11 ] |
| 1987年（昭和62年） |                    | 7,347            | [ * 12 ] |
| 1988年（昭和63年） |                    | 7,578            | [ * 13 ] |
| 1989年（平成元年） |                    | 7,778            | [ * 14 ] |
| 1990年（平成02年） |                    | 7,901            | [ * 15 ] |
| 1991年（平成03年） |                    | 7,945            | [ * 16 ] |
| 1992年（平成04年） |                    | 7,945            | [ * 17 ] |
| 1993年（平成05年） |                    | 7,956            | [ * 18 ] |
| 1994年（平成06年） |                    | 7,890            | [ * 19 ] |
| 1995年（平成07年） |                    | 7,746            | [ * 20 ] |
| 1996年（平成08年） |                    | 7,521            | [ * 21 ] |
| 1997年（平成09年） |                    | 7,304            | [ * 22 ] |
| 1998年（平成10年） |                    | 7,049            | [ * 23 ] |
| 1999年（平成11年） |                    | 6,918            | [ * 24 ] |
| 2000年（平成12年） |                    | 6,781            | [ * 25 ] |
| 2001年（平成13年） |                    | 6,636            | [ * 26 ] |
| 2002年（平成14年） | 13,020             | 6,655            | [ * 27 ] |
| 2003年（平成15年） | 13,237             | 6,730            | [ * 28 ] |
| 2004年（平成16年） | 12,979             | 6,616            | [ * 29 ] |
| 2005年（平成17年） | 12,983             | 6,570            | [ * 30 ] |
| 2006年（平成18年） | 12,981             | 6,570            | [ * 31 ] |
| 2007年（平成19年） | 12,958             | 6,577            | [ * 32 ] |
| 2008年（平成20年） | 12,733             | 6,441            | [ * 33 ] |
| 2009年（平成21年） | 12,426             | 6,258            | [ * 34 ] |
| 2010年（平成22年） | 12,271             | 6,178            | [ * 35 ] |
| 2011年（平成23年） | 12,065             | 6,068            | [ * 36 ] |
| 2012年（平成24年） | 12,057             | 6,060            | [ * 37 ] |
| 2013年（平成25年） | 12,384             | 6,219            | [ * 38 ] |
| 2014年（平成26年） | 12,058             | 6,041            | [ * 39 ] |
| 2015年（平成27年） | 12,136             |                  |          |
| 2016年（平成28年） | 12,189             |                  |          |

## 周邊
站前有東急store、藥局、橫濱銀行等，也鄰近長津田檢車區。
土筆野一丁目至四丁目有針對土地利用與建築的居民協約。該協約禁止建設大規模公寓，因此這一帶都以獨棟住宅為主。此外，該居民協約還包含了土地細分限制與房屋建築限制。周邊沒有工廠與超商，商店聚集在「土筆野東急store」與商店街「土筆野Park Road」。
由於對公寓建設的限制，站前仍保留1980年代的樣貌。
- 町田市土筆野社區中心
- 町田警察署（日语：町田警察署）土筆野站前交番
- 町田市立土筆野小學校
- 森村學園（日语：学校法人森村学園）
- 學校法人土筆野學園土筆野天使幼稚園
- 町田土筆野郵便局
- 長津田檢車區
- 土筆野東急store（日语：東急ストア）
- HAC DRUG土筆野站前薬局
- Field Athletic橫濱土筆野場地 - 通稱「土筆野Athletic」。東京周邊少數的Field Athletic場地。
- 早稻田學院（日语：早稲田アカデミー）土筆野校

### 巴士路線
最近的巴士站是站前的土筆野站。以下路線由神奈川中央交通東運行。
| 土筆野站 |                          |                    |
| つ01     | 成瀨站、楊樹丘前         | 往成瀨台           |
| つ03     | 成瀨站、昭和藥科大學     | 往東玉川學園四丁目 |
| 町83     | 町谷原、南中學校前、金森 | 往町田巴士中心     |

## 相鄰車站
東急電鐵
 田園都市線
■急行
通過
■準急、■各站停車
長津田（DT22）－土筆野（DT23）－鈴懸台（DT24）

## 外部連結
- 土筆野（各站資訊） - 東急電鐵（日語）